# Ami Selection
Albums de Ami Suzuki
Supreme Show
(2008)
EPs par Ami Suzuki
Snow Ring
(2013)
Singles
Ami Selection est le 2e album compilation de Ami Suzuki, sorti en 2011.

## Présentation
L'album sort le 7 décembre 2011 au Japon sous le label Avex Trax, dix ans après la première compilation de la chanteuse (Fun For Fan) sortie sur son premier label Sony Music Entertainment Japan. Elle n'avait plus sorti de disque depuis le single Kiss Kiss Kiss paru plus de deux ans auparavant, excepté un disque en tant que DJ (Blooming). La compilation atteint la 43e place du classement de l'Oricon, se vendant à 3 127 exemplaires la première semaine ; elle sort aussi en une version « CD+DVD » avec un DVD en supplément.
Cette compilation contient quinze chansons sorties précédemment en singles, dans leur ordre chronologique de parution ; les huit premières, initialement sorties de 1998 à 2000 chez Sony Music, ont cependant été réenregistrées pour l'occasion. La neuvième, Tsuyoi Kizuna, enregistrée « en indépendante » pour être incluse dans un livre de photos de l'artiste sorti en 2004 alors qu'elle était sans label, était restée jusque-là inédite en album. Seules les six dernières étaient donc parues chez Avex Trax, entre 2005 et 2009 ; l'une d'elles, Free Free, était parue sur un de ses singles en collaboration avec d'autres artistes (Free Free / Super Music Maker, par « Ami Suzuki joins Yasutaka Nakata ») ; les deux dernières (Reincarnation et Kiss Kiss Kiss), sorties en single après son dernier album studio en date, paraissent donc pour la première fois sur un album. La version numérique de la compilation disponible en téléchargement sur iTunes contient une nouvelle chanson en supplément (Future).
Le DVD de la version « CD+DVD » contient les clips vidéos des six titres sortis chez Avex Trax, des interprétations live de cinq titres sortis chez Sony Music (dont Nothing Without You qui ne figure pas sur le CD) enregistrées lors d'un concert spécial donné en début d'année pour fêter le 29e anniversaire de la chanteuse, et en bonus une séquence vidéo où on la voit travailler dans un restaurant.

## Liste des titres
| 1.  | Love the Island (love the island) (nouvelle version)                       | Reprise du 1er single sorti chez Sony, en 1998 | 5:07 |
| 2.  | Alone in My Room (alone in my room) (nouvelle version)                     | Reprise du 2e single sorti chez Sony, en 1998  | 4:56 |
| 3.  | All Night Long (all night long) (nouvelle version)                         | Reprise du 3e single sorti chez Sony, en 1998  | 4:55 |
| 4.  | White Key (white key) (nouvelle version)                                   | Reprise du 4e single sorti chez Sony, en 1998  | 4:45 |
| 5.  | Don’t Leave Me Behind (Don't leave me behind) (nouvelle version)           | Reprise du 6e single sorti chez Sony, en 1999  | 4:42 |
| 6.  | Be Together (BE TOGETHER) (nouvelle version)                               | Reprise du 7e single sorti chez Sony, en 1999  | 3:46 |
| 7.  | Our Days (OUR DAYS) (nouvelle version)                                     | Reprise du 8e single sorti chez Sony, en 1999  | 4:54 |
| 8.  | Don't Need to Say Good Bye (Don't need to say good bye) (nouvelle version) | Reprise du 10e single sorti chez Sony, en 2000 | 5:33 |
| 9.  | Tsuyoi Kizuna (強いキズナ) (inédit en album)                               | Single indépendant sorti en 2004               | 4:35 |
| 10. | Delightful                                                                 | 1er single régulier sorti chez Avex, en 2005   | 4:18 |
| 11. | Negaigoto (ねがいごと)                                                     | 3e single régulier sorti chez Avex, en 2005    | 5:07 |
| 12. | Alright!                                                                   | 7e single régulier sorti chez Avex, en 2006    | 5:23 |
| 13. | Free Free (FREE FREE)                                                      | Chanson d'un single collaboratif sorti en 2007 | 5:17 |
| 14. | Reincarnation (inédit en album)                                            | 11e single régulier sorti chez Avex, en 2009   | 5:37 |
| 15. | Kiss Kiss Kiss (KISS KISS KISS) (inédit en album)                          | 12e single régulier sorti chez Avex, en 2009   | 4:56 |
| 16. | Future (uniquement sur la version en téléchargement sur iTunes)            | Nouvelle chanson                               | 4:06 |

| 1.  | Delightful (Music Clip) |  |
| 2.  | Negaigoto (Music Clip) (ねがいごと...)                                                                                          |  |
| 3.  | Alright! (Music Clip) |  |
| 4.  | Free Free (Music Clip) (FREE FREE...)                                                                                           |  |
| 5.  | Reincarnation (Music Clip) |  |
| 6.  | Kiss Kiss Kiss (Music Clip) (KISS KISS KISS...)                                                                                 |  |
| 7.  | Be Together (Live) (BE TOGETHER...)                                                                                             |  |
| 8.  | White Key (Live) (white key...)                                                                                                 |  |
| 9.  | Don’t Leave Me Behind (Live) (Don't leave me behind...)                                                                         |  |
| 10. | Nothing Without You (Live) (Nothing without you...) (chanson du 5e single sorti chez Sony, en 1999)                             |  |
| 11. | Don't Need to Say Good Bye (Live) (Don't need to say good bye...)                                                               |  |
| 12. | ? (焼き肉屋での人生初アルバイト企画映像) (traduction : "Special Clip: My First Part-Time Job at a Yakiniku Restaurant Project") |  |